# Mbouye
Mbouye est un village situé dans la région de l'Est du Cameroun à proximité de la frontière de la République centrafricaine. Il dépend du département de la Kadey et de la commune de Kentzou (le village se trouvant à 5 km de Kentzou).

## Population
Lors du recensement de 2005, on y dénombrait 789 personnes.
En février 2018, Mbouye comptait 907 habitants.